# Mexicali
Mexicaliⓘ – miasto w północnym Meksyku na granicy ze Stanami Zjednoczonymi, niedaleko miasta San Diego (USA). Stolica stanu Kalifornia Dolna (Baja California). W 2010 roku liczba mieszkańców miasta wyniosła blisko 690 tys. mieszkańców choć obszar metropolitarny liczył blisko 1,6 mln.
W mieście rozwinął się przemysł chemiczny, metalowy, włókienniczy, spożywczy oraz hutniczy. Znajduje się tu port lotniczy, przygraniczna stacja kolejowa, dzielnica chińska la Chinesca, a nawet arena do korridy.

## Współpraca
- Gumi, Korea Południowa
- Calexico, Stany Zjednoczone
- Puebla, Meksyk
- Jerez de la Frontera, Hiszpania
- São José dos Campos, Brazylia
- Las Vegas, Stany Zjednoczone
- Sacramento, Stany Zjednoczone
- San Luis Río Colorado, Meksyk
- El Centro, Stany Zjednoczone
- Yuma, Stany Zjednoczone
- Tecate, Meksyk
- Ensenada, Meksyk
- Adelaide, Australia
- Nankin, Chińska Republika Ludowa
- San Bernardino, Stany Zjednoczone
- Vancouver, Kanada
- Hermosillo, Meksyk
- Tijuana, Meksyk
- Navojoa, Meksyk
- Culiacán, Meksyk
- Szanghaj, Chińska Republika Ludowa